# As It Is
As It Is, (ΛS IT IS o Λ\\) es una banda británica de pop punk con sede en Brighton, Reino Unido, formada en el año 2012. La banda firmó con Fearless Records el 2 de octubre de 2014. La banda está formada por el vocalista Patty Walters, el guitarrista líder Andy Westhead, el guitarrista rítmico y vocalista Benjamin Biss, el baterista Patrick Foley, y el bajista James Fox.
La banda ha publicado cuatro EP y un álbum de estudio, titulado "Never Happy, Ever After", que fue lanzado a través de Fearless el 21 de abril de 2015, en Estados Unidos y el 20 de abril de 2015, en Reino Unido.

## Historia

### Formación y álbum debut (2012–2016)
As It Is fue creado por Patty Walters y Ben Biss, a través de un anuncio indicando que él estaba buscando músicos para estar en una banda pop punk  en Join My Band, Andy Westhead y Patrick Foley respondieron al anuncio y fueron aceptados en la banda.
La banda tocó sus primeras giras poco después de su formación por Europa. Debido a la popularidad que alcanzó la banda durante estas giras, la banda acabó firmando con Fearless Records en octubre de 2014, convirtiéndose en la primera banda de Reino Unido en firmar con dicho sello discográfico. Los miembros de la banda comenzaron a trabajar en su primer álbum de estudio en 2014 en Florida con el productor James Paul Wisner.
Álbum debut de la banda, "Never Happy, Ever After" fue puesto en lanzamiento el 20 de abril de 2015 en Europa y la siguiente en Estados Unidos bajo Fearless Records. Tres sencillos fueron lanzados del álbum, "Dial Tones", "Concrete" y "Cheap Shots & Setbacks".
La banda actuó en cada fecha del Vans Warped Tour 2015. También se presentó en el Festivales de Reading y de Leeds 2015 en Reino Unido. El 8 de abril del mismo año lanzaron la edición Deluxe de "Never Happy, Ever After" el cual contiene una versión acústica de "Dial Tones", "Concrete" y "Cheap Shots & Setbacks", así como también, una canción nueva llamada "Winter's Weather".

### Segundo álbum "Okay" (2016-presente)
Mediante un tuit de @AltPress, se dio a conocer que se encontraban trabajando en su segundo álbum de estudio con Mike Green como productor, pocos días después, el 7 de julio ellos mismos lo confirmaron mediante su cuenta de Twitter. El 22 de septiembre de 2016 salió a luz lo que fue su primer sencillo titulado "Okay" para su segundo álbum de estudio titulado "Okay" el cual saldría a la venta el 20 de enero de 2017. El 13 de octubre lanzaron su segundo sencillo bajo el nombre "Pretty Little Distance". El 1 de diciembre lanzaron mediante el canal de Fearless Records lanzaron "No Way Out". Una semana antes del lanzamiento de su álbum "Okay", filtraron día a día una nueva canción en diferentes plataformas: "Still Remembering" en Spotify, "Patchwork Love" por medio de iTunes, "Hey Rachel" en BBC Radio 1, "Soap" en el sitio Hot Topic, "Austen" en su página de Facebook, "The Coast Is Where Home Is" en "triple j - ABC Radio", "Until I Return" en su canal de VEVO, respectivamente.
En octubre de 2017, el guitarrista principal Andy Westhead se separó de la banda debido a "sentimientos y diferencias que se habían ido acumulando".

## Miembros
| Miembros actuales - Patty Walters - voz, piano (2012-presente), guitarra rítmica (2019-2020), batería, percusión (2020-presente), bajo (2022-presente) - Ronnie Ish - guitarra líder, coros (2018-presente), guitarra rítmica (2020-presente) | Miembros antiguos - Jamie Fox - bajo, coros (2012-2014) - Andy Westhead - guitarra líder, coros (2012-2018) - Benjamin Biss - guitarra rítmica, voz (2012-2019) - Patrick Foley - batería, percusión (2012-2020) - Alistair Testo - bajo, coros (2014-2022) |

Línea de tiempo

## Discografía
Álbumes de estudio
| Título                  | Detalle del Álbum                                                                                       | Posición de peak chart | Posición de peak chart | Posición de peak chart |
| Título                  | Detalle del Álbum                                                                                       | UK                     | US                     |                        |
| ----------------------- | --- | ---------------------- | ---------------------- | ---------------------- |
| Never Happy, Ever After | - Lanzamiento: 20 de abril de 2015 - Discografía: Fearless Records - Formato: CD, descarga digital, LP  | 39                     | 159                    |                        |
| okay.                   | - Lanzamiento: 20 de enero de 2017 - Discografía: Fearless Records - Formato: CD, descarga digital, LP  | -                      | -                      |                        |
| The Great Depression    | - Lanzamiento: 10 de agosto de 2018 - Discografía: Fearless Records - Formato: CD, descarga digital, LP | -                      | -                      |                        |

EP
| Título                  | Detalles del EP                                                                                     |
| ----------------------- | --------------------------------------------------------------------------------------------------- |
| Two Track               | - Lanzamiento: 28 de mayo de 2012 - Discografía: auto-producido - Formato: descarga digital         |
| Blenheim Place          | - Lanzamiento: 15 de abril de 2013 - Discografía: auto-producido - Formato: descarga digital        |
| Blenheim Place Acoustic | - Lanzamiento: 21 de octubre de 2013 - Discografía: auto-producido - Formato: descarga digital      |
| This Mind of Mine       | - Lanzamiento: 9 de marzo de 2014 - Discografía: auto-producido - Formato: descarga digital, vinilo |

## Videos musicales
| Título                   | Año  | Director                       |
| ------------------------ | ---- | ------------------------------ |
| "Upswing"                | 2013 | (sin información)              |
| "Can't Save Myself"      | 2014 | Ian Coulson                    |
| "Dial Tones"             | 2015 | Chris Porter                   |
| "Cheap Shots & Setbacks" | 2015 | (sin información)              |
| "Sorry"                  | 2015 | The Seventh Sense Visual Media |
| "Speak Soft"             | 2015 | Life Is Art Films              |